# Песин
Песин (њем. Pessin) општина је у њемачкој савезној држави Бранденбург. Једно је од 26 општинских средишта округа Хафеланд. Према процјени из 2010. у општини је живјело 658 становника. Посједује регионалну шифру (AGS) 12063240.

## Географски и демографски подаци
Песин се налази у савезној држави Бранденбург у округу Хафеланд. Општина се налази на надморској висини од 35 метара. Површина општине износи 20,3 km². У самом мјесту је, према процјени из 2010. године, живјело 658 становника. Просјечна густина становништва износи 32 становника/km².